# Centralny Cmentarz Komunalny w Katowicach
Centralny Cmentarz Komunalny w Katowicach − największa obszarowo nekropolia w Katowicach przy ul. Murckowskiej.

## Historia
Plan powstania nowego cmentarza komunalnego powstał w 1983. Cmentarz został otwarty w 1984. Jego powierzchnia liczy 30,5 ha (25 ha i 10 ha rezerwy terenu). Na cmentarzu znajduje się kwatera dla zmarłych N.N. Integralną częścią cmentarza jest dom pogrzebowy, prosektorium oraz kostnica. Od sierpnia 2008 nekropolia objęta jest całodobowym monitoringiem.

## Znane osoby pochowane na cmentarzu
- Adam Baumann (1948–2021) – aktor teatralny, filmowy i telewizyjny związany z Teatrem Śląskim w Katowicach
- Leszek Błażyński (1949–1992) – bokser, dwukrotny brązowy medalista olimpijski
- Benedykt Cader (1925–2016) – generał MO
- Brygida Frosztęga-Kmiecik (1981–2014) – reżyserka filmowa, scenarzystka i dziennikarka
- Czesław Głombik (1935–2022) – profesor filozofii, prorektor Uniwersytetu Śląskiego
- Augustyn Halotta (1916–1985) – górnik, pisarz, niezawodowy aktor filmowy[4]
- Dariusz Kmiecik (1980–2014) – dziennikarz telewizyjny, reporter Faktów TVN
- Andrzej Kunisz (1932–1998) – historyk starożytności, profesor i dyrektor Instytutu Historii Uniwersytetu Śląskiego[5]
- Jan F. Lewandowski (1952–2015) – historyk, filmoznawca i dziennikarz, autor biografii Wojciecha Korfantego
- Kazimierz Marszał (1931–2021) – prawnik, profesor nauk prawnych, karnista, dziekan Wydziału Prawa i Administracji Uniwersytetu Śląskiego
- Jerzy Milian (1935–2018) – muzyk jazzowy, malarz i kompozytor
- Witold Nawrocki (1934–2013) – literaturoznawca, profesor nauk humanistycznych i działacz komunistyczny[6]
- Józef Nowacki (1923–2005) – profesor nauk prawnych, dziekan Wydziału Prawa i Administracji Uniwersytetu Śląskiego[7]
- Jerzy Sateja (1925–2011) – generał brygady LWP
- Henryk Sroka (1939–2015) – ekonomista, profesor Uniwersytetu Ekonomicznego w Katowicach
- Karol Szafranek (1904–1997) – pianista, założyciel szkoły w Rybniku